# Грассгоппер
«Грассгоппер» (нім. Grasshopper) — швейцарський футбольний клуб із Цюриха, заснований 1886 року. Виступає у швейцарській Суперлізі.
Найстарішим і найвідомішим підрозділом клубу є його футбольна команда. З 27 титулами «Грассгоппер» є рекордсменом за кількістю виграних національних чемпіонатів та Кубків Швейцарії, з 19 трофеями в останньому. Клуб є найстарішою футбольною командою Цюриха і конкурує з ФК «Цюрих».
Походження назви «Грассгоппер» невідоме, хоча найпоширеніше пояснення стосується енергійних святкувань після забитих м'ячів і того, що їхній стиль гри був спритним та енергійним.
Після низки виступів у європейських кубках та Лізі чемпіонів УЄФА «Грассгоппер» став одним з найвідоміших футбольних клубів Швейцарії. Сьогодні, окрім основного футбольного складу, клуб має професійні та молодіжні команди з веслування, хокею, гандболу, тенісу на траві, корту, хокею на траві, керлінгу, баскетболу, регбі, сквошу, флорболу та пляжного футболу.

## Досягнення
Суперліга
- Чемпіон (27): 1898, 1900, 1901, 1905, 1921, 1927, 1928, 1931, 1937, 1939, 1942, 1943, 1945, 1952, 1956, 1971, 1978, 1982, 1983, 1984, 1990, 1991, 1995, 1996, 1998, 2001, 2003
- Віце-чемпіон (21): 1926, 1929, 1930, 1933, 1934, 1938, 1954, 1957, 1958, 1968, 1973, 1974, 1980, 1981, 1987, 1989, 1994, 1999, 2002, 2013, 2014

Кубок Швейцарії
- Володар кубка (19): 1926, 1927, 1932, 1934, 1937, 1938, 1940, 1941, 1942, 1943, 1946, 1952, 1956, 1983, 1988, 1989, 1990, 1994, 2013
- Фіналіст (13): 1928, 1931, 1933, 1949, 1953, 1958, 1963, 1978, 1993, 1995, 1999, 2002, 2004

Кубок Ліги
- Володар кубка (2): 1973, 1975

Суперкубок Швейцарії
- Володар кубка (1): 1989

Кубок УЄФА:
- Півфіналіст (1): 1977/78
- Чвертьфіналіст (1): 1980/81